# 寄生鲇
寄生鲇（学名：Vandellia）是一种生长在南美洲亚马逊河流域的鱼，属于鲇形目，毛鼻鲇科。它可能是世界上最小的脊椎动物，成体小于10毫米，体色透明，无鳞，体形细长，因此很难在水中被发现。其鳃盖上有成束棘刺，以寄生方式生存：通常钻入大鱼的鳃中，用棘钩住，吸食鱼血，如果有人在水中裸泳，会被其钻入尿道。而一旦发生，只能通过手术取出，有时如果来不及救治会致人于死。而会钻入尿道的原因，据说是因为人尿中有类似鱼鳃中的化学物质（氨及尿素分別是鰓及尿道的蛋白質代謝物，其代謝產物的來源、性質、作用都非常相似），从而吸引了寄生鲇。寄生鲇的名声令當地人聞之色变，程度有时甚至超过食人鱼。

## 種
- Vandellia balzanii
- 貝氏寄生鯰（Vandellia beccarii）
- 卷鬚寄生鯰（Vandellia cirrhosa）
- Vandellia plazaii
- 亞馬遜河寄生鯰（Vandellia sanguinea）